# 아시안 하이웨이 12호선

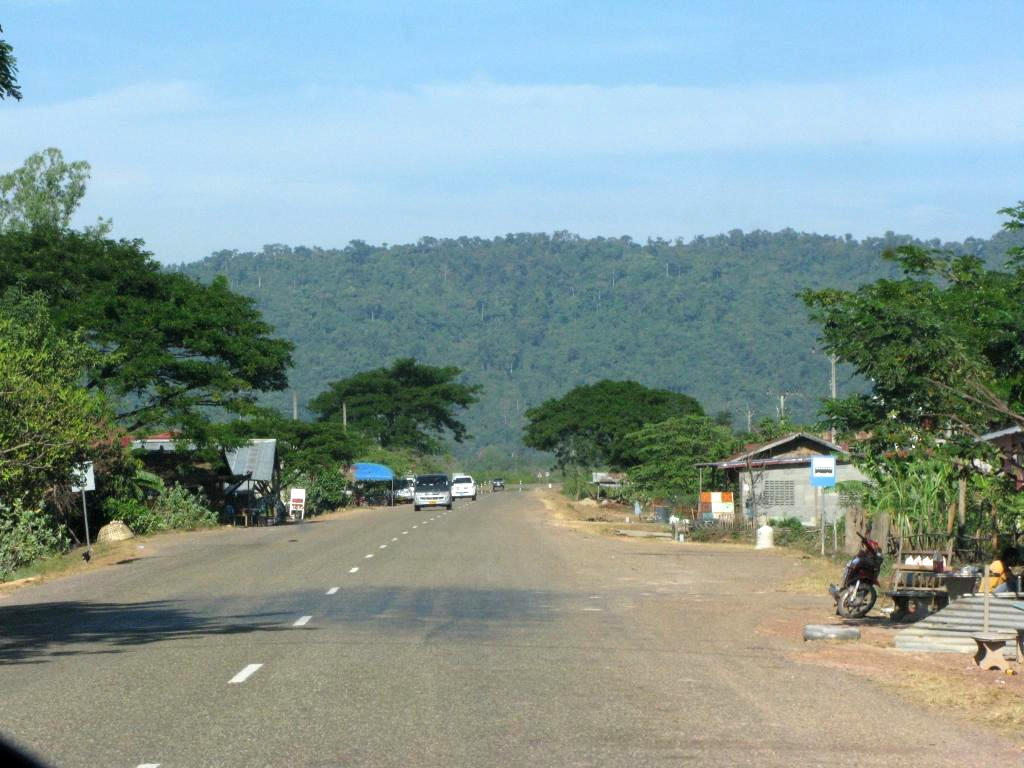
라오스를 경유하고 있는 아시안 하이웨이 12호선

아시안 하이웨이 12호선(AH12, )은 라오스 루앙남타 주의 루앙남타에서 태국 사리부리 주 농캐 군까지 이어주는 총 연장 1,195km 거리를 가진 아시안 하이웨이 노선망이다.

## 주요 경유지

### 라오스
- 국도 제13호선 : 나트이 - 비엔티안
- 기타 도로 : 비엔티안 - 타나렝
- 우정의 다리 (라오스-태국)

### 태국
- 국도 제2호선 : 농카이 - 사라부리
- 국도 제1호선 : 사라부리 - 힌콩 (농캐군에서 관할)